# نشان‌واره ویکی‌پدیا

نشان‌واره ویکی‌پدیا.

نشان‌واره ویکی‌پدیای فارسی

لوگو یا نشان‌واره ویکی‌پدیا یک جورچین تکمیل‌نشدهٔ گوی‌مانند است که در هر تکه از جورچین، گلیف نخست کلمه «ویکی‌پدیا» در زبان خاصی قرار دارد. در پایین این نشان، به زبان پروژه کلمه «ویکی‌پدیا» و پایین‌تر از آن، «دانشنامهٔ آزاد» درج شده‌است.

## طراحی

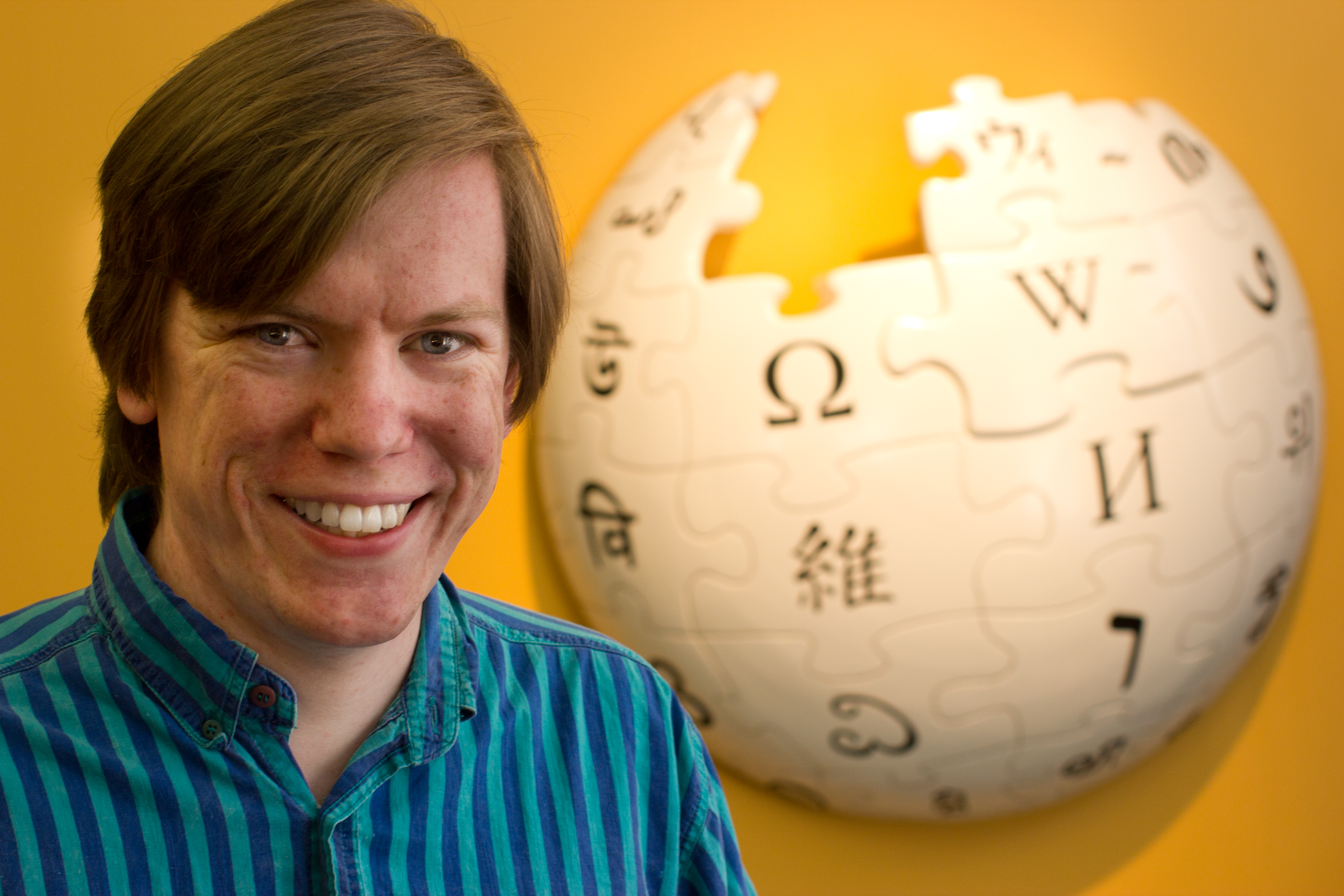
Paul Stansifer طراح لوگوی ویکی‌پدیا

برروی هر تکه از نشان‌واره، یک حرف نوشته شده‌است که نشان‌دهندهٔ نخستین حرف ویکی‌پدیا در زبان‌های مختلف (همانند «و» در عربی) است. تکمیل نبودن و وجود فضای خالی در نشان‌واره، به‌دلیل ماهیت ناقص پروژه است؛ یعنی در آینده ممکن است مقالات و زبان‌ها تغییر کنند یا به آن‌ها اضافه شود.

## پیشینه
در رویدادی که ویکی‌پدیا برای طراحی لوگو برگزار کرد، Paul Stansifer، یک کاربر ۱۷ سالهٔ ویکی‌پدیا، توانست برندهٔ عنوان بهترین طرح شود و شکل کلی نشان‌وارهٔ کنونی را ایجاد کرد. کمی بعد، David Friedland، یکی دیگر از کاربران ویکی‌پدیا روی همان ایده کار کرد و ضمن ایرادزدایی، نشان‌وارهٔ ویکی‌پدیا را ساده‌تر کرد.